# Skały księżycowe

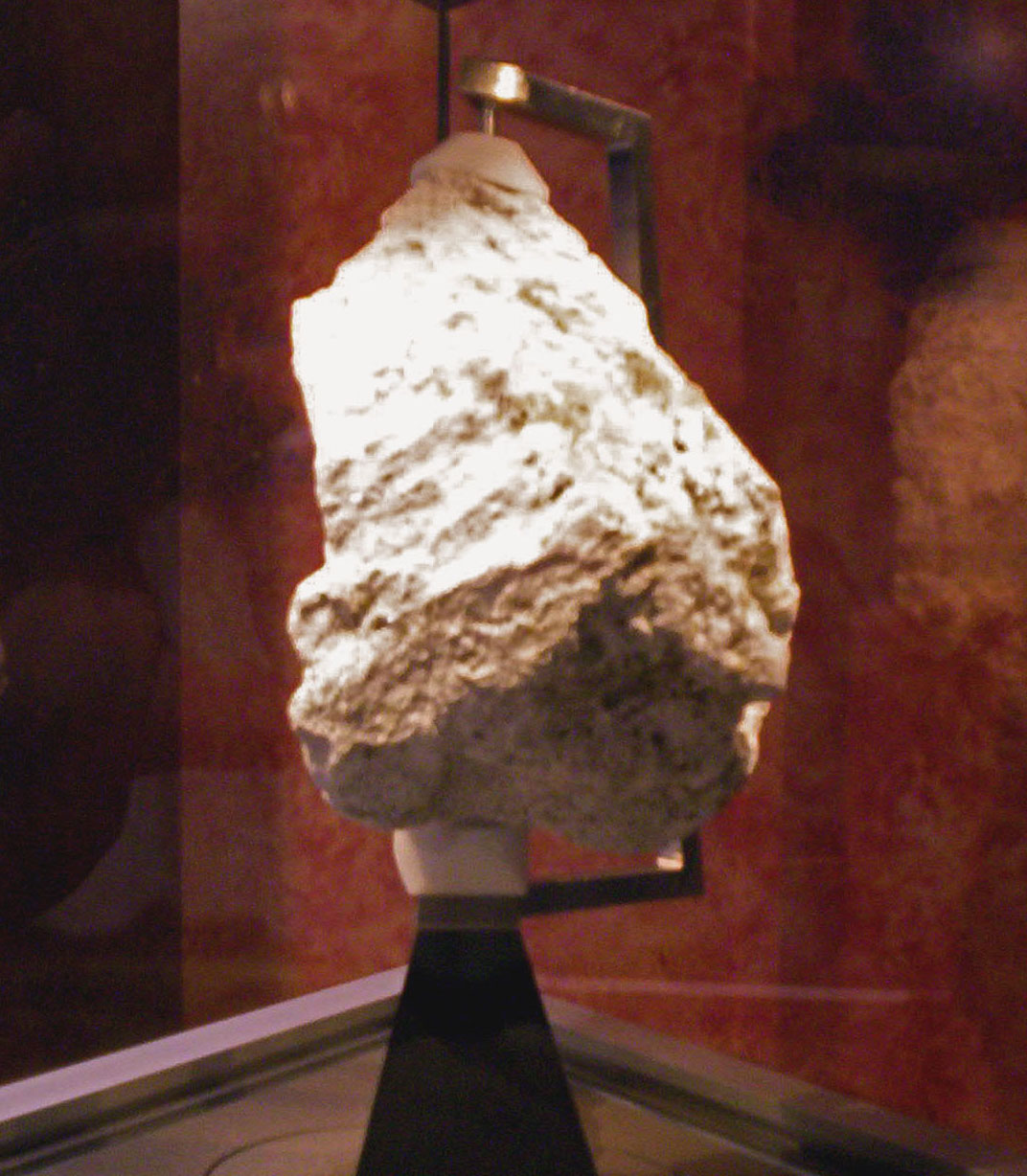
Księżycowa skała anortozytowa #60025 (skaleń plagioklazowy), zebrana przez lądownik misji Apollo 16 w okolicy krateru Kartezjusz. Ta próbka gruntu znajduje się aktualnie na wystawie w National Museum of Natural History w Waszyngtonie.

Skały księżycowe – ogólny termin określający skały tworzące ziemski Księżyc. W porównaniu do skał budujących Ziemię są one niezwykle stare; ich wiek szacuje się na 3,16 mld lat (dla bazaltów tworzących księżycowe morza) do nawet 4,5 mld lat (w przypadku skał budujących tzw. wyżyny). Badania oparte na technologii zwanej „datowaniem kraterowym” pozwoliły ustalić, że ostatnie erupcje wulkaniczne na Księżycu miały miejsce około 1,2 mld lat temu, nie wydobyto jednak próbek skał w tym wieku. Dla porównania, wiek najstarszych ziemskich skał oceniany jest na 3,8 mld lat, co stanowi wartość zdecydowanie różniącą się od wieku najwcześniejszych skał księżycowych.
Obecnie skały księżycowe na Ziemi, w zależności od źródła pochodzenia, można podzielić na trzy grupy: 1) zebrane podczas misji załogowych (w amerykańskim programie Apollo), 2) pozyskane przez lądowniki bezzałogowe (radzieckiego programu Łuna i chińskiego programu Chang’e), oraz 3) wyrzucone w przestrzeń kosmiczną podczas uderzeń meteorytów i przyciągnięte przez grawitację Ziemi (meteoryty księżycowe). Sześć misji Apollo dostarczyło w sumie 2415 próbek o łącznej masie około 382 kg, trzy statki Łuna przywiozły 326 g gruntu księżycowego, dwa statki Chang’e dostarczyły ok. 3,7 kg skał, a masa około stu odnalezionych meteorytów księżycowych przekracza 32 kg (wiele z nich zostało odnalezionych dzięki trwającemu programowi ANSMET, czyli ANtarctic Search for METeorites).
| Nazwa Misji | Masa Próbek |
| ----------- | ----------- |
| Apollo 11   | 22 kg       |
| Apollo 12   | 34 kg       |
| Apollo 14   | 43 kg       |
| Apollo 15   | 77 kg       |
| Apollo 16   | 95 kg       |
| Apollo 17   | 111 kg      |
| Łuna 16     | 101 g       |
| Łuna 20     | 55 g        |
| Łuna 24     | 170 g       |
| Chang’e 5   | 1,7 kg      |
| Chang’e 6   | 1,9 kg      |

## Skład
Niemal wszystkie skały księżycowe wykazują niską zawartość pierwiastków reaktywnych (takich jak sód i potas), są również całkowicie pozbawione minerałów występujących w wodzie morskiej. Według niektórych źródeł, zawartość tlenu w skałach księżycowych jest podobna do stężenia tego pierwiastka w skałach ziemskich. Astronauci misji Apollo używali do wydobywania skał rozmaitych przyrządów: młotów, grabi, łopatek i szczypiec. Większość tych próbek została przed zebraniem sfotografowana, co miało pomóc odtworzyć później warunki, w jakich zostały znalezione. Umieszczano je w specjalnych torbach w tzw. Specjalnych Środowiskowych Pojemnikach Próbkowych (ang. Special Environmental Sample Container), co miało zabezpieczyć je przed zanieczyszczeniem podczas transportu na Ziemię. Jakkolwiek, skorupa księżycowa jest – w przeciwieństwie do Ziemi – zbudowana przede wszystkim ze skał o dużej zawartości minerału anortytu, co jest główną przyczyną występowania w niej sporych ilości żelaza. Z kolei za sprawą ilmenitu niektóre obszary mórz księżycowych są niezwykle bogate w tytan. W skałach z Księżyca zidentyfikowano trzy nowe minerały: armalkolit, trankwilityt i piroksferroit, które dopiero w późniejszych latach odkryto w ziemskich skałach.

## Przechowywanie i dostępność

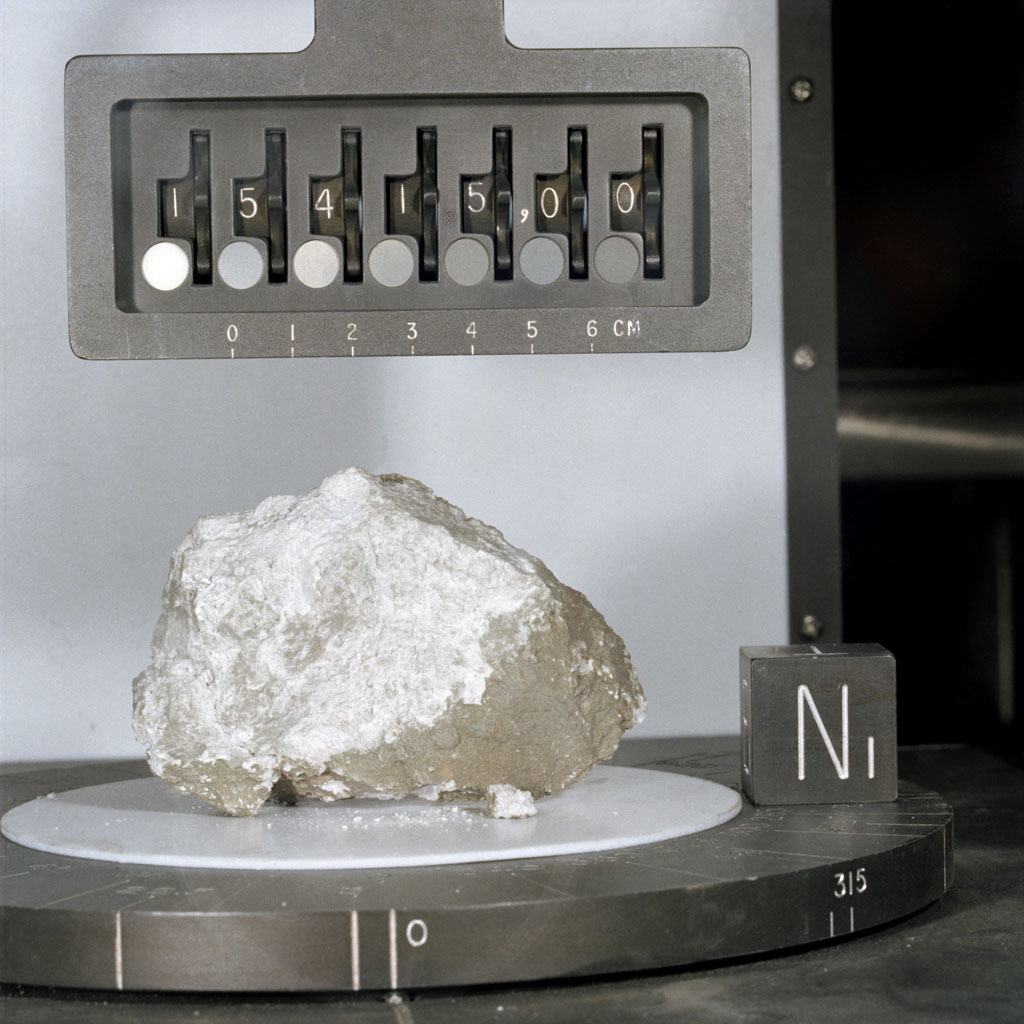
Kamień Początku (Genesis Rock) zebrany podczas misji Apollo 15.

Głównym repozytorium dla próbek Apollo jest Lunar Sample Building w Centrum Kosmicznym Lyndona B. Johnsona w teksańskim Houston. Ze względów bezpieczeństwa powstał też drugi zbiór, przechowywany w bazie lotniczej Brooks w San Antonio. Większość tych skał przechowywana jest dla ochrony przed wilgocią w sztucznej azotowej atmosferze; ich przenoszenie wykonywane jest pośrednio za pomocą specjalnych narzędzi. Skały zebrane w okresie eksploracji Księżyca są obecnie uważane za bezcenne. W roku 1993 trzy niewielkie odłamki z Łuny 16 ważące łącznie 0,2 g zostały sprzedane za 442,5 tysiąca dolarów. W 2002 roku z kolekcji w Houston skradziony został sejf zawierający drobne próbki skał księżycowych i marsjańskich. Gdy w następnym roku zostały one odnalezione, NASA dla celów sądowniczych oceniła ich wartość na około milion dolarów za 285 g. Księżycowe meteoryty, choć niezwykle drogie, są częstym obiektem wymiany wśród prywatnych kolekcjonerów. Kilkaset niewielkich próbek zostało oprawionych i zaprezentowanych delegacji rządu USA. Co najmniej jedna z nich została później skradziona, sprzedana i, następnie, odzyskana. Pozostałe zostały przeniesione do kilku muzeów, m.in. National Air and Space Museum, Centrum Kosmosu i Kosmosfery w Kansas, a także do Centrum Kosmicznego Kennedy’ego, gdzie można „dotknąć kawałka Księżyca” (faktycznie próbka ta jest wmurowana w filar jednego z pomieszczeń). Również wystawa w Tribune Tower w Chicago zawiera niewielki kawałek księżycowego gruntu. Mimo to, NASA twierdzi, że prawie 295 kg z pierwotnych 382 kg próbek wciąż znajduje się w nienaruszonym stanie w Centrum Kosmicznym Johnsona. NASA przygotowała pewną liczbę zestawów zawierających po sześć niewielkich próbek skał i gleby księżycowej; są one dostępne – w celach edukacyjnych – na wystawach w wielu krajach, na przykład Wielkiej Brytanii, gdzie są one przechowywane przez Particle Physics i Astronomy Research Council.

## Klasyfikacja
Skały księżycowe dzielą się na dwie główne kategorie: skały mórz i wyżyn. Wyżyny są zbudowane przede wszystkim z zawierających ciężkie pierwiastki skał plutonicznych; innym budulcem są brekcje regolitowe, powstałe z tego samego protolitu. Z kolei skały morskie, ze względu na skład chemiczny, dzielą się na trzy kategorie: wysokotytanowe, niskotytanowe i VLT, czyli o bardzo niskiej zawartości tytanu (ang. Very Low-Ti).

### Litologia wyżyn
|           | Plagioklaz | Piroksen | Oliwin | Ilmenit |
| --------- | ---------- | -------- | ------ | ------- |
| Anortozyt | 90%        | 5%       | 5%     | 0%      |
| Noryt     | 60%        | 35%      | 5%     | 0%      |
| Troktolit | 60%        | 5%       | 35%    | 0%      |

|                                | Plagioklaz | Piroksen | Oliwin | Ilmenit |
| ------------------------------ | ---------- | -------- | ------ | ------- |
| O wysokiej zawartości tytanu   | 30%        | 54%      | 3%     | 18%     |
| O niskiej zawartości tytanu    | 30%        | 60%      | 5%     | 5%      |
| O b. niskiej zawartości tytanu | 35%        | 55%      | 8%     | 2%      |

Wulkaniczne skały wyżynne tworzą trzy główne grupy: żelazowo-anortozytowe, magnezowe oraz alkaliczne. Brekcje księżycowe, uformowane podczas zderzeń z ogromnymi meteorytami, zawierają przede wszystkim minerały charakterystyczne dla wyżyn, ponieważ morza wypełniające gigantyczne kratery są zdecydowanie starsze niż same zagłębienia. Skały żelazowo-anortozytowe składają się prawie wyłącznie z minerału anortozytu (>90% plagioklazów) i w mniejszym stopniu z anortozytowego gabro (70–80% plagioklazów). Skały tej grupy są najpowszechniejszymi skałami wyżyn. Plagioklazy te zawierają – porównując do warunków ziemskich – niezwykle dużo anortytu (94–96%); odzwierciedla to niską zawartość pierwiastków alkalicznych (Na, K), lekkich i wody w skałach Księżyca. Z kolei ciężkie minerały tej grupy charakteryzują się niskim stosunkiem zawartości magnezu do żelaza; izochroniczne datowanie wewnętrzne pozwoliło ustalić wiek skał żelazowo-anortozytowych na 4,4 mld lat. Skały magnezowe składają się przede wszystkim z dunitów (>90% oliwinu), troktolitów (oliwinowo-plagioklazowych) i gabro (plagioklazowo-piroksenowego) o relatywnie wysokim stosunku Mg/Fe w cięższych minerałach i zawartości anortytu w plagioklazach w granicach 86–93% (An86-93). Powstały one w wyniku późniejszych (4,3–4,1 mld lat temu) intruzji w obrębie żelazowo-anortozytowej skorupy. Analiza zawartości śladowych pierwiastków plagioklazu i piroksenu nasuwa porównanie z magmą bogatą w pierwiastki typu KREEP, pomimo dużych różnic w zawartości pierwiastków głównych. Nazwa „skały alkaliczne” pochodzi od dużej zawartości metali alkalicznych; w ich skład wchodzą alkaliczne anortozyty zbudowane z sodowych plagioklazów (An70-85), noryty (plagioklazowo-ortopiroksenowe) i gabronoryty (plagioklazowo-klinopiroksenowo-ortopiroksenowe) o podobnym składzie plagioklazów jak w przypadku skał magnezowym, lecz większej od nich zawartości żelaza. Ilości pierwiastków śladowych również są porównywalne z magmą bogatą w komponent KREEP. Czas powstania skał alkalicznych jest podobny do czasu powstania skał magnezowych; ze względu na te i inne podobieństwa te pierwsze uważa się za podgrupę skał magnezowych.
| Minerał             | Pierwiastki                                            | Wygląd skały księżycowej                                                                          |
| ------------------- | ------------------------------------------------------ | ------------------------------------------------------------------------------------------------- |
| Plagioklaz (skaleń) | Wapń (Ca) Glin (Al) Krzem (Si) Tlen (O)                | Kolor biały do szarego; zwykle w postaci wydłużonych ziaren.                                      |
| Piroksen            | Żelazo (Fe), Magnez (Mg) Wapń (Ca) Krzem (Si) Tlen (O) | Kasztanowy do czerni; ziarna bardziej podłużne na terenie mórz i bardziej sześcienne na wyżynach. |
| Oliwin              | Żelazo (Fe) Magnez (Mg) Krzem (Si) Tlen (O)            | Kolor zielonkawy; kształt zwykle zaokrąglony.                                                     |
| Ilmenit             | Żelazo (Fe), Tytan (Ti) Tlen (O)                       | Czarne, wydłużone prostopadłościenne kryształy.                                                   |

„Granity lunarne” to grupa stosunkowo rzadko występujących skał, która obejmuje dioryty, monzodioryty i granofiry. Składają się one z kwarcu, plagioklazów, ortoklazów lub skaleni alkalicznych, rzadkich ciężkich piroksenów oraz cyrkonu. Niektóre skalenie alkaliczne mają nietypowy skład, różniący się znacznie od skaleni ziemskich; często wykazują one dużą zawartość baru. Przypuszcza się, że granity te powstały w najwcześniejszych etapach frakcyjnej krystalizacji skał magnezowych i alkalicznych, jednak w grę wchodzi także zestalenie niemieszających się cieczy. Uranowo – ołowiowe datowanie cyrkonu zawartego w tych granitach wskazuje na wiek rzędu 4,4–4,1 mld lat, porównywalny z wiekiem skał alkalicznych i magnezowych. W latach 60. XX wieku badacz NASA, John A. O’Keefe i inni astronomowie łączyli granity księżycowe z ziemskimi tektytami, jednak większość naukowców odrzuciła tę koncepcję. W każdym razie badania próbki księżycowej nr 12013 wykazały duże podobieństwo z występującymi na Ziemi tektytami jawajskimi.
„Brekcje księżycowe” to wspólna nazwa dla szklistych witrofirów i brekcji oraz dla brekcji regolitowych. Dwa pierwsze rodzaje skał powstały podczas uderzeń meteorytów i wtedy też uległy zeszkleniu: witrofiry znajdują się wewnątrz kraterów uderzeniowych, brekcje zaś stanowią materię wyrzuconą podczas zderzenia i zalegają dookoła tych zagłębień; brekcje regolitowe charakteryzują się dużo mniejszym stopniem zeszklenia. Jako że skały te są starsze niż księżycowe morza, na powierzchni występują one niezwykle rzadko; ich powstanie przypada przede wszystkim na czas najwcześniejszej aktywności wulkanicznej na Księżycu.

### Bazalty morskie
Nazwa „bazaltów morskich” powiązana jest z ich dominującą rolą w tworzeniu mórz księżycowych. Bazalty te wykazują wiele podobieństw do swych ziemskich odpowiedników, jednak odróżniają się od nich kilkoma charakterystycznymi cechami, na przykład niższą zawartością europu (tzw. negatywa anomalia europowa); skład niektórych z nich wykazuje też dużą ilość potasu (tzw. VHK, ang.Very High K).